# Lövåsasjön (Bredareds socken, Västergötland)
Lövåsasjön är en sjö i Borås kommun i Västergötland och ingår i Göta älvs huvudavrinningsområde. Sjön har en area på 0,0767 kvadratkilometer och ligger 180,5 meter över havet. Sjön avvattnas av vattendraget Torvån.

## Delavrinningsområde
Lövåsasjön ingår i det delavrinningsområde (641780-132408) som SMHI kallar för Mynnar i Säven. Medelhöjden är 217 meter över havet och ytan är 33,49 kvadratkilometer. Det finns inga avrinningsområden uppströms utan avrinningsområdet är högsta punkten. Torvån som avvattnar avrinningsområdet har biflödesordning 3, vilket innebär att vattnet flödar genom totalt 3 vattendrag innan det når havet efter 122 kilometer. Avrinningsområdet består mestadels av skog (71 %) och sankmarker (15 %). Avrinningsområdet har 2,13 kvadratkilometer vattenytor vilket ger det en sjöprocent på 6,4 %.